# Givarlais
Givarlais korábbi község (település) Franciaországban, Allier megyében. 2019. január 1-jén Maillet és Louroux-Hodement községgel egyesült és delegált községként Haut-Bocage új község része lett.
Lakosainak száma 212 fő (2018. január 1.). Givarlais Estivareilles, Louroux-Hodement, Maillet, Reugny, Verneix és Haut-Bocage községekkel határos.

## Népesség
A település népességének változása:
| Lakosok száma | 308  | 261  | 225  | 251  | 227  | 237  | 248  | 246  | 215  | 212  |
|               | 1962 | 1968 | 1982 | 1990 | 1999 | 2008 | 2011 | 2013 | 2017 | 2018 |